# Sibilla de Cetto
Sibilla de Cetto (anche Sibilia; Padova, 1350 circa – Padova, 12 dicembre 1421) è stata una nobildonna italiana che visse a Padova tra il Tre e il Quattrocento.

## Biografia
Sibilia era figlia di Gualperto, ricco mercante, proprietario terriero e prestatore di denaro, e di Benedetta di Pietro Campagnola. Sposò in prime nozze Bonaccorso Naseri di Montagnana, giureconsulto e consigliere di Francesco I da Carrara.
Da Bonaccorso ebbe dei figli deceduti in tenera età e inumati nella chiesa di San Lorenzo. Il marito, passato nel 1388 dalla parte di Gian Galeazzo Visconti, al ritorno dei Carraresi venne giustiziato. La morte del marito aprì tra Sibilia e il suocero, già protetto da Venezia, una lunga disputa sul testamento che si protrasse anche oltre il successivo matrimonio di Sibilia con Baldo de' Bonafarii, di famiglia oriunda di Piombino Dese, appartenente alla cittadinanza padovana fin dal 1392, quale referendario e consigliere di Francesco Novello da Carrara e suo "vicario" dei beni nei territori di Carrara, Anguillara e Oriago (1402).
I due coniugi abitarono per alcuni anni il palazzo di fronte al Duomo, per poi trasferirsi nella contrada Santa Margherita, in case di proprietà di Sibilia. Nel 1407 i coniugi decisero di far erigere l'Ospedale di San Francesco Grande, l'omonimo convento e la chiesa annessa, di cui Sibilla risulta la fondatrice, con la posa della prima pietra il 29 ottobre 1414. L'ultima sua attestazione è il testamento del 21 novembre 1421
Qui i coniugi de Cetto - Bonafari furono sepolti.

## Intitolazioni

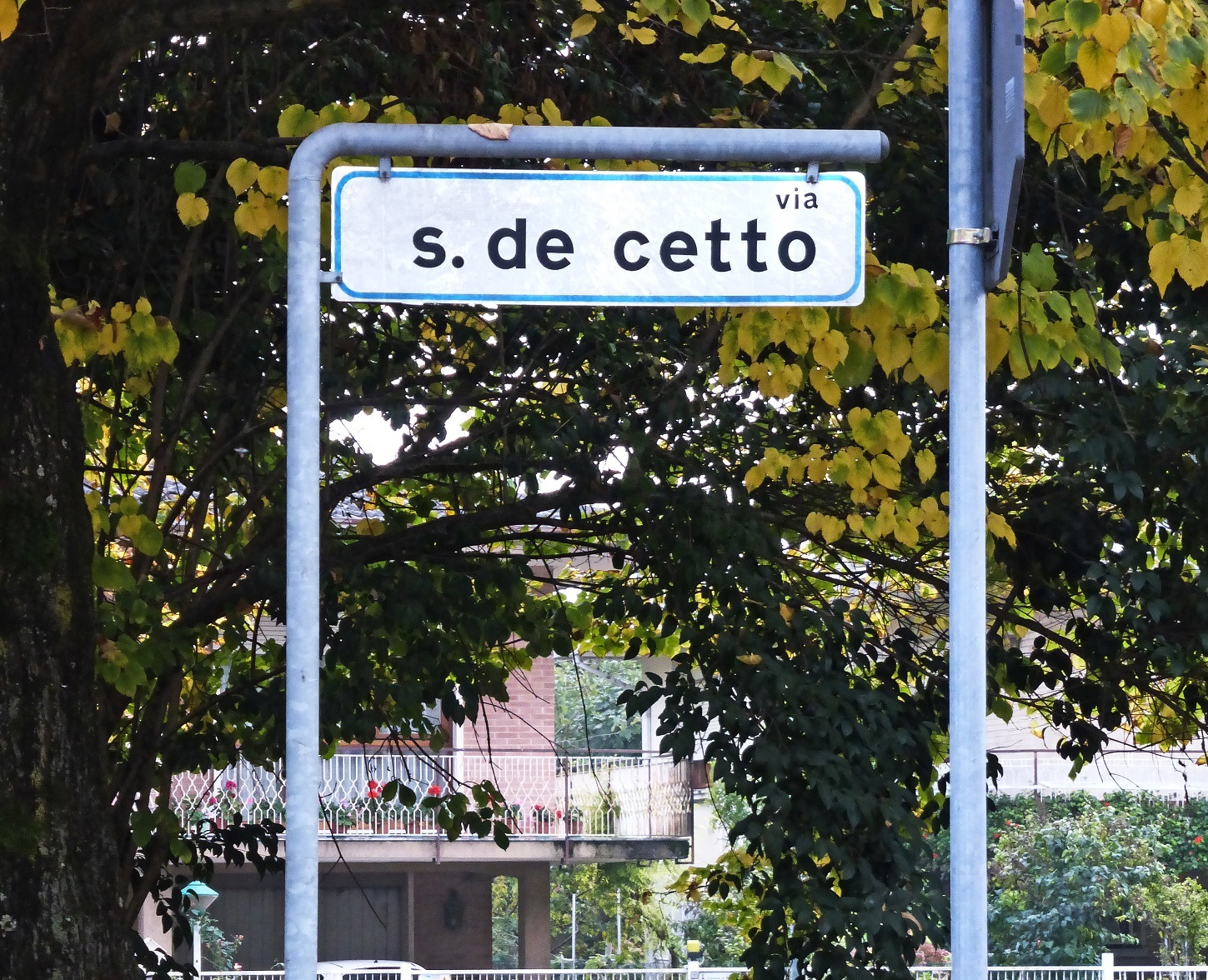
Padova. Via Sibilla De Cetto

Il comune di Padova le dedica una via